# Richard Montague
Richard Merett Montague (20 september 1930 – 7 maart 1971) was een Amerikaans wiskundige, filosoof en taalkundige. Hij is vooral bekend geworden vanwege de naar hem vernoemde Montague-grammatica, een formele grammatica voor natuurlijke taal, en zijn bewijs dat de Zermelo-Fraenkel-verzamelingenleer niet eindig axiomatiseerbaar is.

## Levensloop
Montague werd geboren in Stockton, Californië. Hij studeerde wiskunde, wijsbegeerte en semitische talen aan de universiteit van Berkeley, waar hij in 1950 de Bachelor-graad behaalde. Hij bleef in Berkeley en haalde in 1953 zijn Mastergraad in de wiskunde en in 1957 promoveerde hij in de wijsbegeerte. Zijn promotor was Alfred Tarski en zijn proefschrift bevatte het eerste bewijs dat elke axiomatisering van de Zermelo-Fraenkel-verzamelingenleer oneindig veel axioma's moet bevatten. Zijn bekendste wetenschappelijke bijdrage was echter op het gebied van de semantiek: hij introduceerde de Montague-grammatica, een theorie die later zeer invloedrijk werd in computationele taalkunde. Richard Montague was de promotor van de Nederlander Hans Kamp.
Naast zijn wetenschappelijke bijdragen was Montague een begenadigd organist en investeerde hij succesvol in onroerend goed.
Op 7 maart 1971 werd Richard Montague, 40 jaar oud, door een vriend thuis gevonden. Hij was in de badkuip met een handdoek gewurgd. De moord is nooit opgelost.